# لياندرو نتو دي ماسيدو
لياندرو نتو دي ماسيدو (بالبرتغالية: Leandro Netto‏) هو لاعب كرة قدم برازيلي في مركز الهجوم، ولد في 7 مايو 1979 في ريو دي جانيرو في البرازيل. لعب مع أتلتيكو باراناينسي وأكاديميكا كويمبرا وديبورتيفو لاكورونيا ونادي أو إف كيه بيوغراد ونادي الكرامة ونادي برازيليا ونادي جل فيسنتي ونادي سامبايو كوريا ونادي كورينثيانز ونادي ليتشويس ونادي هينان جيانيي.

## وصلات خارجية
- لياندرو نتو دي ماسيدو على موقع قاعدة بيانات كرة القدم.إي يو (الإنجليزية)
- لياندرو نتو دي ماسيدو على موقع Soccerway.com (الإنجليزية)